# Nyana Kakoma
Nyana Kakoma là một nhà văn, biên tập viên, blogger, và nhà xuất bản người Uganda  từ Kampala. Cô đã tạo ra nền tảng trực tuyến Sooo Many Stories nhằm quảng bá cho văn học của người Uganda. Trước đây cô viết dưới tên thời con gái Hellen Nyana. Cô là một trong những người thúc đẩy chủ nghĩa văn học ở Kampala 2015. Cô đã tham gia vào "Bremen & Kampala - Không gian của văn hóa xuyên văn hóa", một sự hợp tác giữa các nhà văn từ Uganda và Bremen. Cô là thành viên của Femrite. Vào tháng 2 năm 2015, cô đã được trao tặng một học bổng biên tập tại Modjaji Books bởi Nhà văn Châu Phi và Nhà văn Khối thịnh vượng chung. Một số bài báo của cô đã xuất hiện trên báo. Cô đã tham dự hội thảo giải thưởng Caine 2013,  và câu chuyện của cô "Trưởng than khóc" đã được công bố trên giải Caine tuyển tập "Một bộ nhớ kích thước này và những câu chuyện khác: Giải Caine cho Viết Phi 2013".

## Cuộc sống ban đầu và giáo dục
Nyana học trường trung học Gayaza cho giáo dục trung học. Cô tốt nghiệp Đại học Makerere với bằng Cử nhân Nghệ thuật chuyên ngành Văn học và Kỹ năng giao tiếp.

## Tác phẩm đã xuất bản

### Truyện ngắn
- 'Mourner trưởng' trong A memory this size and other stories: The Caine Prize for African Writing 2013. Jakana media. 2013. ISBN 9781431408382.  A memory this size and other stories: The Caine Prize for African Writing 2013. Jakana media. 2013. ISBN 9781431408382.  A memory this size and other stories: The Caine Prize for African Writing 2013. Jakana media. 2013. ISBN 9781431408382.
- "Chỉ vì bạn không thắng"
- "Rìa" Lưu trữ ngày 4 tháng 4 năm 2016 tại Wayback Machine trong blog Story moja, 2014
- "Chờ đợi" Lưu trữ ngày 1 tháng 11 năm 2019 tại Wayback Machine trong Suubi Collection (2013)